# Филинская (Московская область)
Филинская — деревня в Шатурском муниципальном районе Московской области. Входит в состав Дмитровского сельского поселения. Население — 21 чел. (2013).

## Расположение
Деревня Филинская расположена в южной части Шатурского района, расстояние до МКАД порядка 159 км. Высота над уровнем моря 118 м. В 0,5 км к северу от деревни расположено озеро Филинское.

## Название
В письменных источниках деревня упоминается как Филинская.

## История
Впервые упоминается в писцовых книгах Владимирского уезда XVII века как деревня Филинская Зачисморской кромины волости Муромское сельцо Владимирского уезда Замосковного края Московского царства. Деревня принадлежала Фёдору Степановичу Обольянинову.
Последними владельцами деревни перед отменой крепостного права были князь Николай Борисович Юсупов и помещики Измайловы Николай и Дмитрий Петровичи.
После отмены крепостного права деревня вошла в состав Лекинской волости.
В советское время деревня входила в Тельминский сельсовет.

## Население
| 1858 | 1859 | 1868 | 1885 | 1905 | 1970 |
| ---- | ---- | ---- | ---- | ---- | ---- |
| 144  | ↗153 | ↗178 | ↗220 | ↗294 | ↘108 |
| 1993 | 2002 | 2006 | 2010 | 2011 | 2013 |
| ↘40  | ↘18  | ↗28  | ↘11  | ↗18  | ↗21  |